# Rio Mavuba
Rio Antonio Zoba Mavuba (Aguas internacionales, 8 de marzo de 1984) es un exfutbolista francés que jugaba de centrocampista.
Su padre, Ricky Mavuba, también era futbolista y jugó en la selección de Zaire como centrocampista, misma posición que su hijo. Disputó la Copa del Mundo en Alemania en 1974. Rio nació a bordo de un barco internacional que se encontraba en aguas internacionales durante el periodo de la guerra civil de Angola, hecho que provocó que, en el momento de su nacimiento, no tuviese ninguna nacionalidad, por lo que en su pasaporte ponía "nacido en el mar". En septiembre de 2004 recibió la nacionalidad francesa.

## Carrera
Su formación fue en el F. C. Girondins de Burdeos, donde empezó también su carrera profesional, con jóvenes como Marouane Chamakh y Julien Faubert. Sin embargo, su última temporada en Burdeos se vio perturbado por la cuestión recurrente de un posible traspaso a final de año. Él perdió la confianza de su entrenador Ricardo en la Liga de Campeones en beneficio de los jóvenes Pierre Ducasse, y perdió su condición de titular a finales de temporada.
El 3 de julio de 2007 se unió al Villarreal C. F. por 7 millones de euros. Pero en España, jugó poco, así que en 2008 durante la transferencia de la ventana de invierno, el club español cerró un acuerdo con el Lille O. S. C. para un préstamo hasta el final de la temporada. Después de esto, firmó un contrato de forma permanente con la entidad. Durante esta primera temporada, fue capitán del equipo. En la temporada 2010-11 ganó la Ligue 1 y la Copa de Francia.
En 2018 se desvinculó del Sparta de Praga y anunció su retirada. Seis años después decidió salir del retiro para ayudar al F. C. Girondins de Burdeos tras su descenso administrativo al Championnat National 2. Al inicio de temporada jugó con el filial antes de volver a retirarse.

## Selección nacional

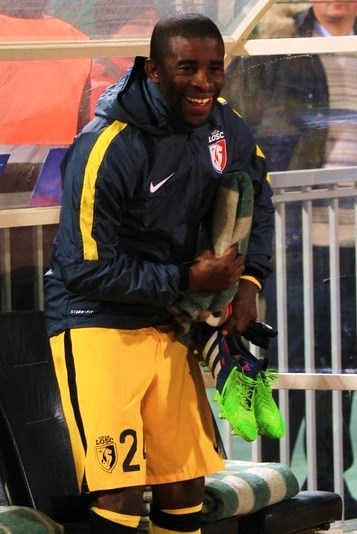
Mavuba en el banco del Lille

Participa en una reunión con el equipo nacional de la República Democrática del Congo (ex Zaire), el país de su padre en 2004, pero prefirió unirse a la selección de Francia y se convierte en el capitán desde el torneo Festival Internacional Esperanzas de Toulon, en junio de 2004 hasta las semifinales del Campeonato Esperanzas de Europa de 2006.
Elegido Mejor Jugador Voto del Torneo de Toulon, Raymond Domenech lo llamó en la selección de Francia, para quien es también el primer partido como entrenador de los bleus para el partido amistoso contra Bosnia y Herzegovina del 18 de agosto de 2004.
Es sustituido en el minuto 46. En octubre, ganó su segunda selección en un partido de clasificación para la Copa Mundial de 2006 contra Irlanda. Fue llamado de nuevo el 31 de mayo de 2005 para el partido amistoso Francia-Hungría, el sustituyó a Vikash Dhorasoo durante el segundo período. También fue llamado el 16 de agosto de 2006 para el partido amistoso entre Bosnia y Francia.
El 20 de marzo de 2008 fue seleccionado en la lista de 29 jugadores convocados por Domenech para jugar frente a la selección de Mali y la selección de Inglaterra.
El 13 de mayo de 2014 el entrenador de la selección francesa Didier Deschamps lo incluyó a en la lista final de 23 jugadores que representaron a Francia en la Copa Mundial de 2014. Debutó en una Copa Mundial en el primer partido ante Honduras, cuando remplazó Yohan Cabaye a los 65 minutos del encuentro.

### Participaciones en Copas del Mundo
| Mundial                        | Sede   | Resultado        | Partidos | Goles |
| ------------------------------ | ------ | ---------------- | -------- | ----- |
| Copa Mundial de Fútbol de 2014 | Brasil | Cuartos de final | 1        | 0     |

## Clubes
| Club                            | País            | Año       |
| ------------------------------- | --------------- | --------- |
| F. C. Girondins de Burdeos      | Francia         | 2003-2007 |
| Villarreal C. F.                | España          | 2007-2008 |
| Lille O. S. C.                  | Francia         | 2008-2017 |
| A. C. Sparta Praga              | República Checa | 2017-2018 |
| F. C. Girondins de Burdeos "II" | Francia         | 2024      |

## Palmarés

### Títulos nacionales
| Título                     | Club                       | País    | Año  |
| -------------------------- | -------------------------- | ------- | ---- |
| Copa de la Liga de Francia | F. C. Girondins de Burdeos | Francia | 2007 |
| Copa de Francia            | Lille O. S. C.             | Francia | 2011 |
| Ligue 1                    | Lille O. S. C.             | Francia | 2011 |

## Caridad
Rio Antonio Mavuba abrió el 23 de abril de 2009 la Fundación Rio Antonio Mavuba, "Huérfanos de Makala", un orfanato para 31 niños de un barrio de Kinshasa en la República Democrática del Congo. Teniendo padres nacidos en este barrio, Rio ha decidido invertir de forma rentable y sostenible en este proyecto.
Es en un edificio donde vivía su padre, Ricky Mavuba, que el orfanato se ha creado. Son más de 31 jóvenes de edades comprendidas entre 5 y 15 años que son supervisados durante todo el día. En la actualidad, solo dos jóvenes durmiendo en el orfanato, otros van a casa de tías, tíos o abuelos. El objetivo número uno de la fundación es convertirse en casa de todos lo más rápidamente posible. Una ampliación del orfanato se completará en los próximos meses.
Por ahora, cada mes, el capitán del LOSC abastece cuentas de la fundación con sus propios fondos.
El sitio web de la fundación: Fondation Rio Mavuba Archivado el 7 de julio de 2011 en Wayback Machine. (en francés).